# Preto Casagrande
Carlos Eduardo Casagrande, meglio noto come Preto Casagrande o anche solo Preto (Cascavel, 7 maggio 1975), è un allenatore di calcio ed ex calciatore brasiliano, di ruolo centrocampista.

## Palmarès

### Club
- Campionato Baiano: 2

Vitória: 1997
Bahia: 2001
- Copa do Nordeste: 4

Vitória: 1997, 1999
Bahia: 2001, 2002
- Campeonato Brasileiro Série A: 1

Santos: 2004
- Campionato Carioca: 1

Fluminense: 2005

### Individuale
- Bola de Prata: 1

2001